# Calinic Dima

Mormântul episcopului Calinic Dima de la Cimitirul Eternitatea din Iaşi.

Calinic Dima (n. 15 septembrie 1834, satul Vutcani, județul Vaslui – d. 25 octombrie 1887) a fost un cleric ortodox român, care a îndeplinit funcția de episcop al Eparhiei Hușilor (22 martie 1879 - 27 noiembrie 1886).
Înainte de a fi episcop, a fost arhiereu vicar la Iași. A demisionat și s-a retras la Iași.
Episcopul Calinic Dima a încetat din viață la data de 25 octombrie 1887 și a fost înmormântat la Cimitirul Eternitatea din Iași.